# ISA Internationales Stadtbauatelier
ISA Internationales Stadtbauatelier ist ein internationaler städtebaulicher Think & Act Tank. Es setzt sich zusammen aus Stadtplanern, Architekten, Landschaftsarchitekten, Geographen und Innenarchitekten. Mit seiner Arbeit deckt es das gesamte Gebiet der Regionalplanung, Stadtplanung und Stadtarchitektur ab. ISA ist weltweit als Planer und Berater in der Forschung und Praxis tätig. Die Auftraggeber sind überwiegend die öffentliche Hand, das heißt nationale Regierungen, Landesregierungen und Städte, insbesondere in Europa, Asien und Südamerika.
In der Praxis hat ISA jahrzehntelange Erfahrungen einerseits in der Stadterneuerung, Stadtsteuerung, und Stadtentwicklung bereits vorhandener Städte, andererseits aber auch in der Forschung und Entwicklung von Neuen Städten. In der Forschung sind Stadtentwicklungsplanung, Stadt- und Architekturgestaltung, Stadtökologie, transparente Bürgerbeteiligung sowie Planungs- und Baurecht Schwerpunkte der Arbeit.
Leitung: Zentrale ISA Group: Michael Trieb; ISA Stuttgart: Dita Leyh; ISA Seoul: Seog-Jeong Lee; ISA Peking: Yajin Zhang.
Das Büro wurde unter dem Namen Stadtbauatelier im Jahre 1978 gegründet. Seit 2007 nennt sich das Institut wegen seiner vermehrt internationalen Ausrichtung ISA Internationales Stadtbauatelier.

## Geschichte

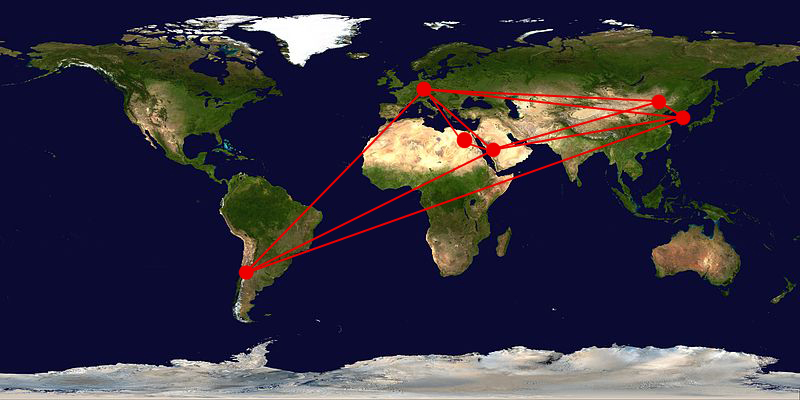
Internationale Standorte von ISA

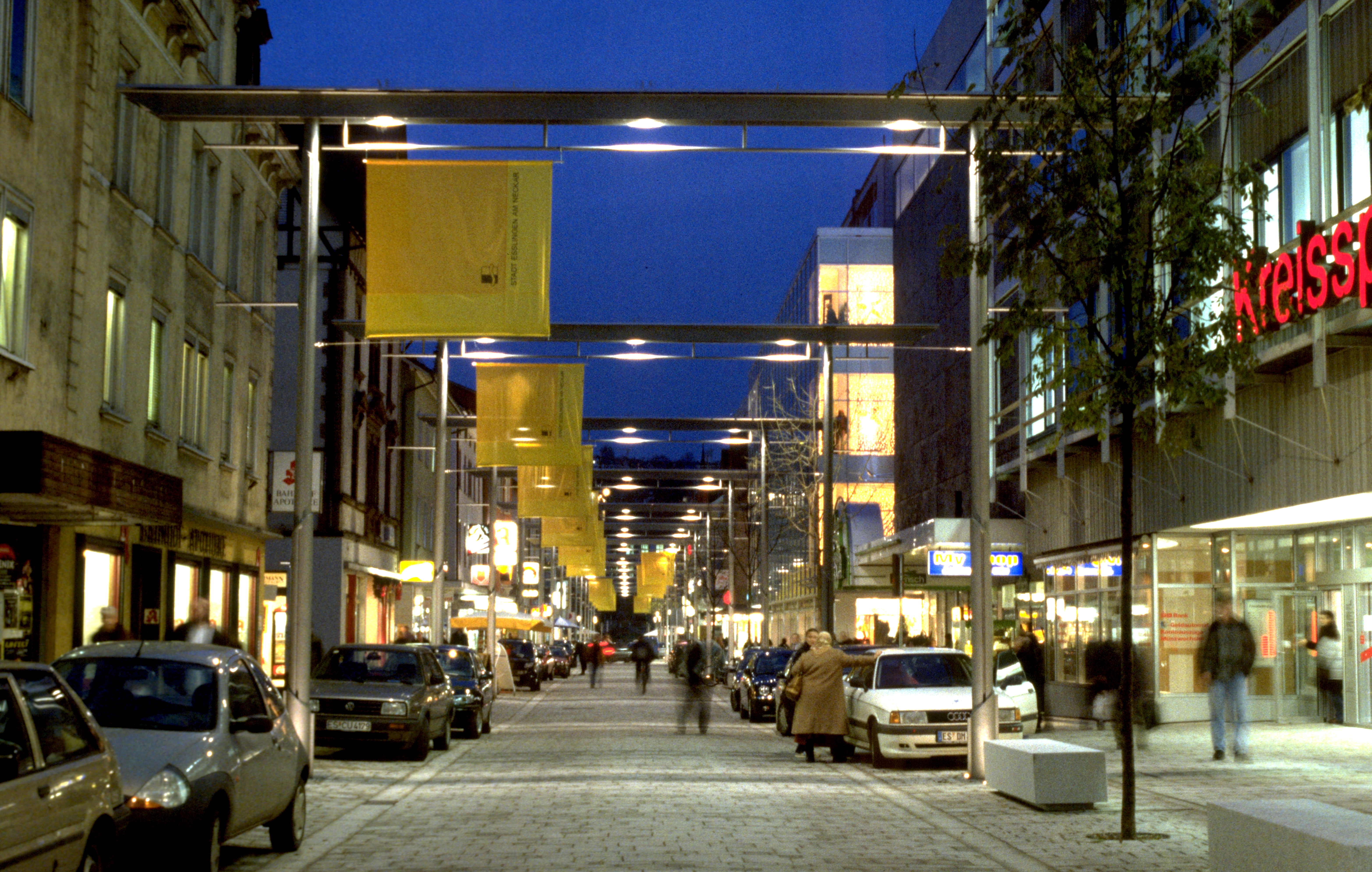
Esslingen am Neckar
Bahnhofsstraße

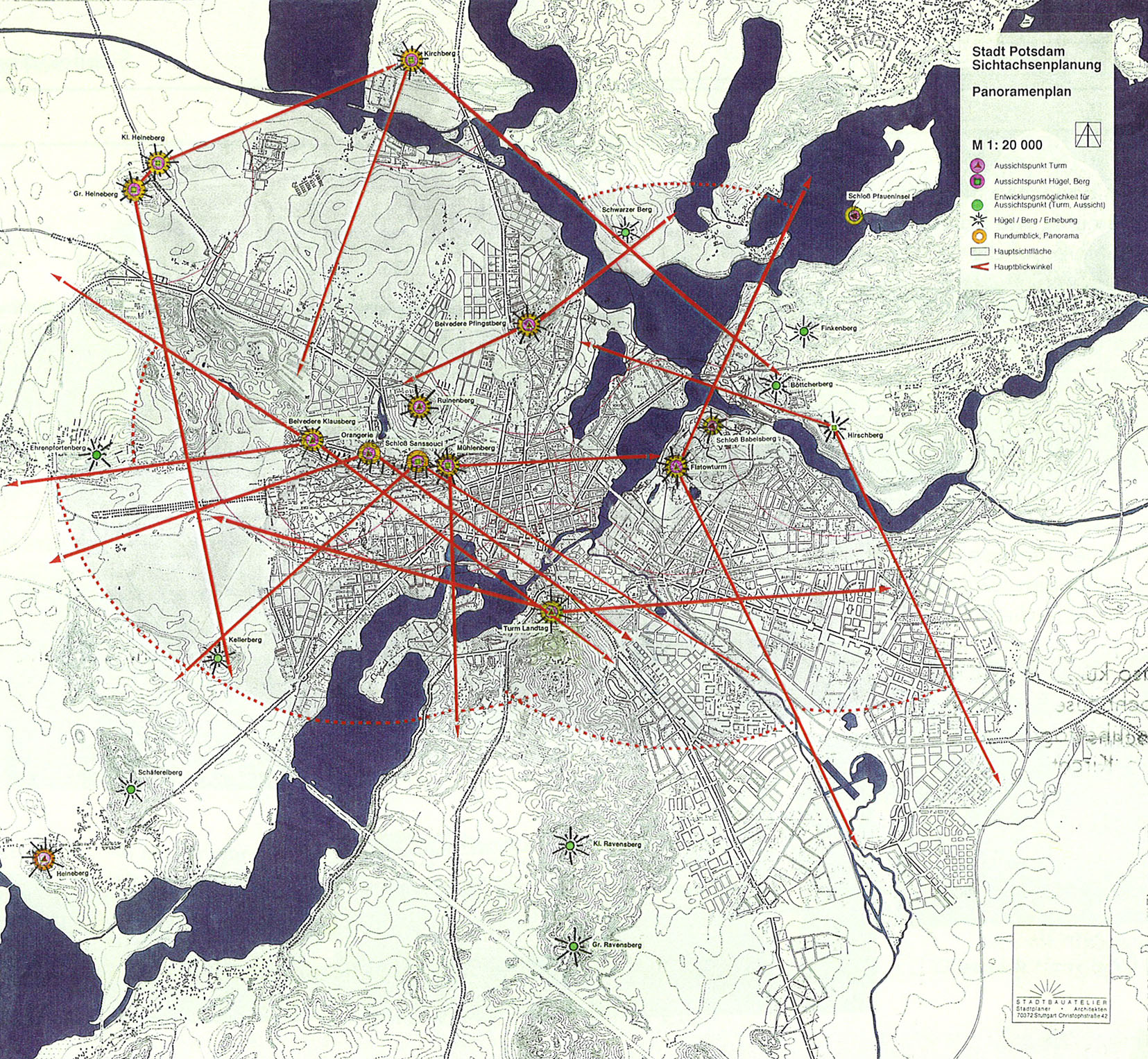
Potsdam
Panoramaplan

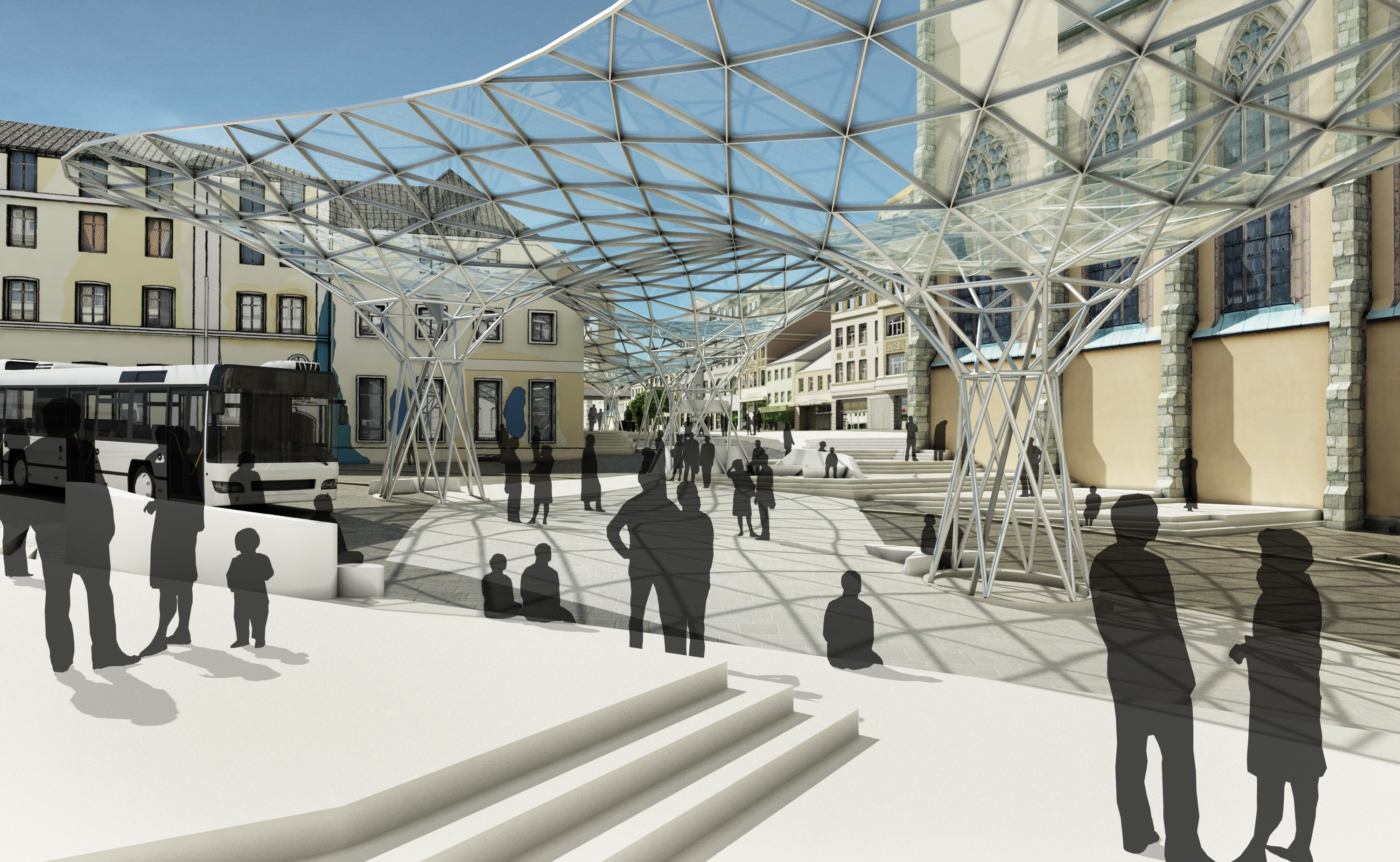
Hof
Stadtgestaltung Hofer Himmel

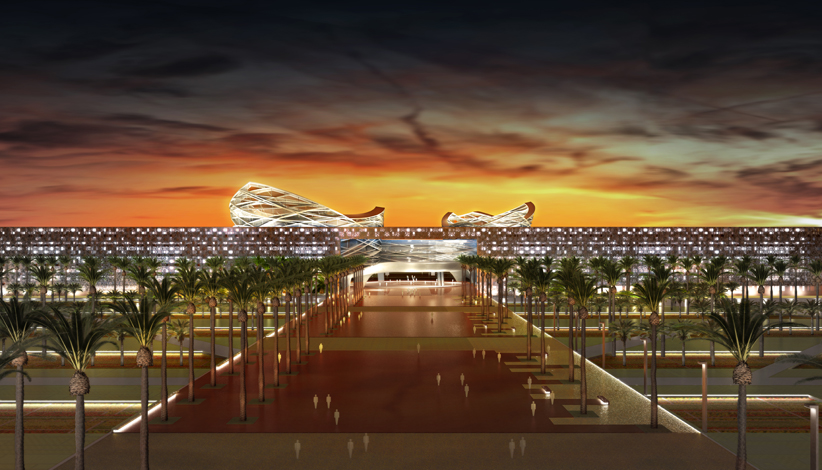
Bagdad
Parlamentsgebäude

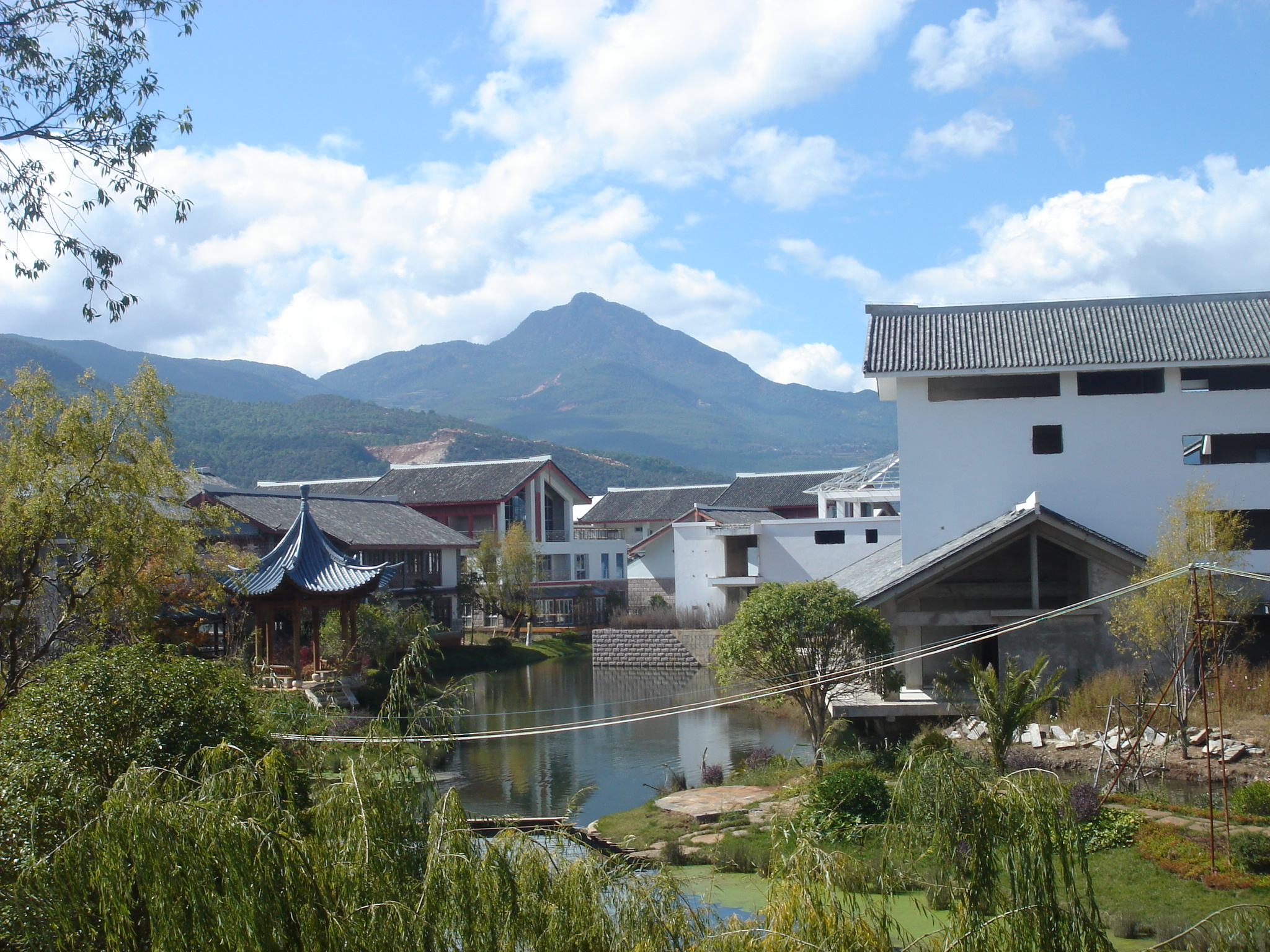
Lijiang
Planung der Yulong New Town

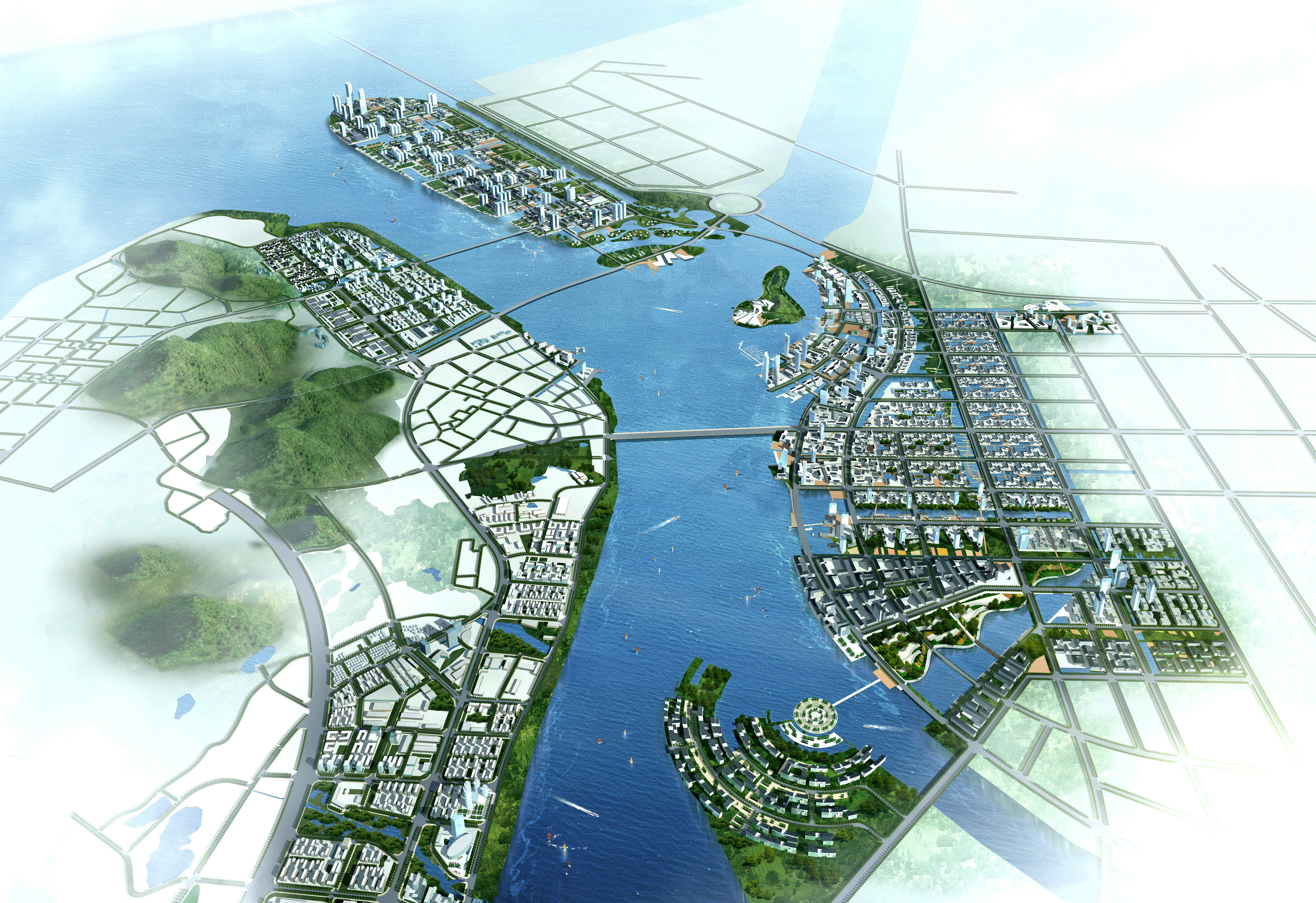
Guangzhou
Smart City Nansha

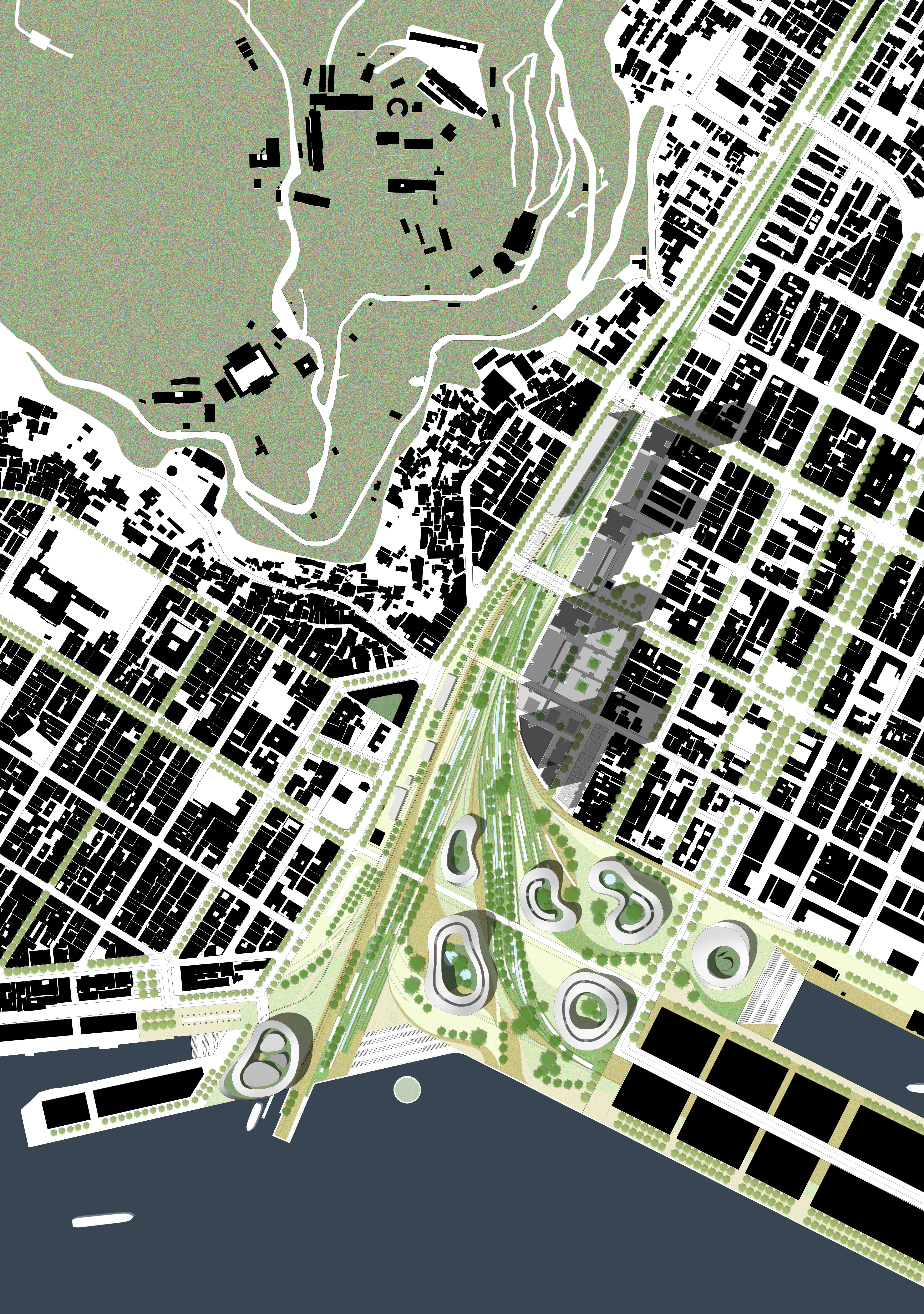
Kaohsiung
Port Station

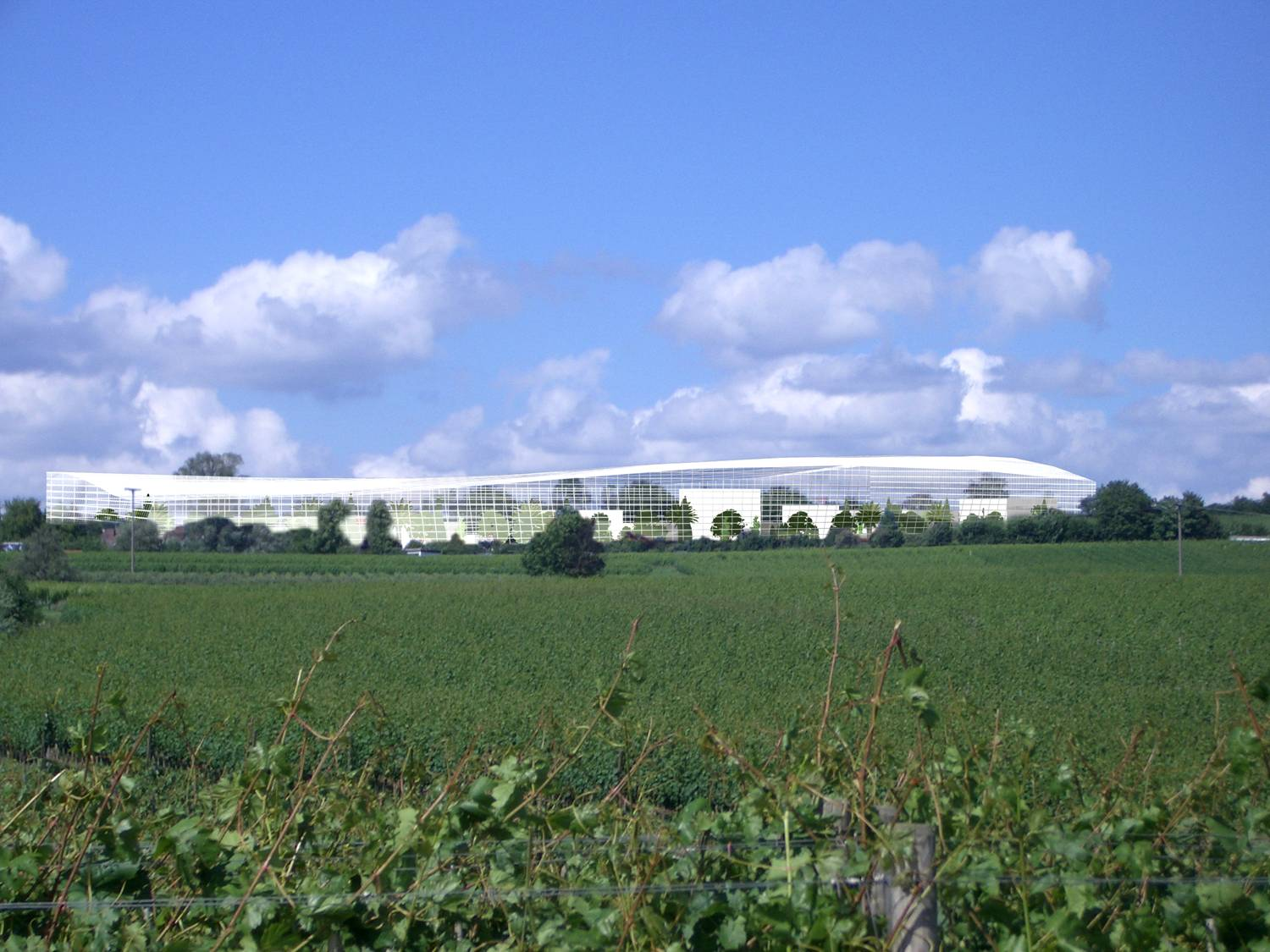
Forschungsauftrag Klimahüllen für Gewerbegebiete

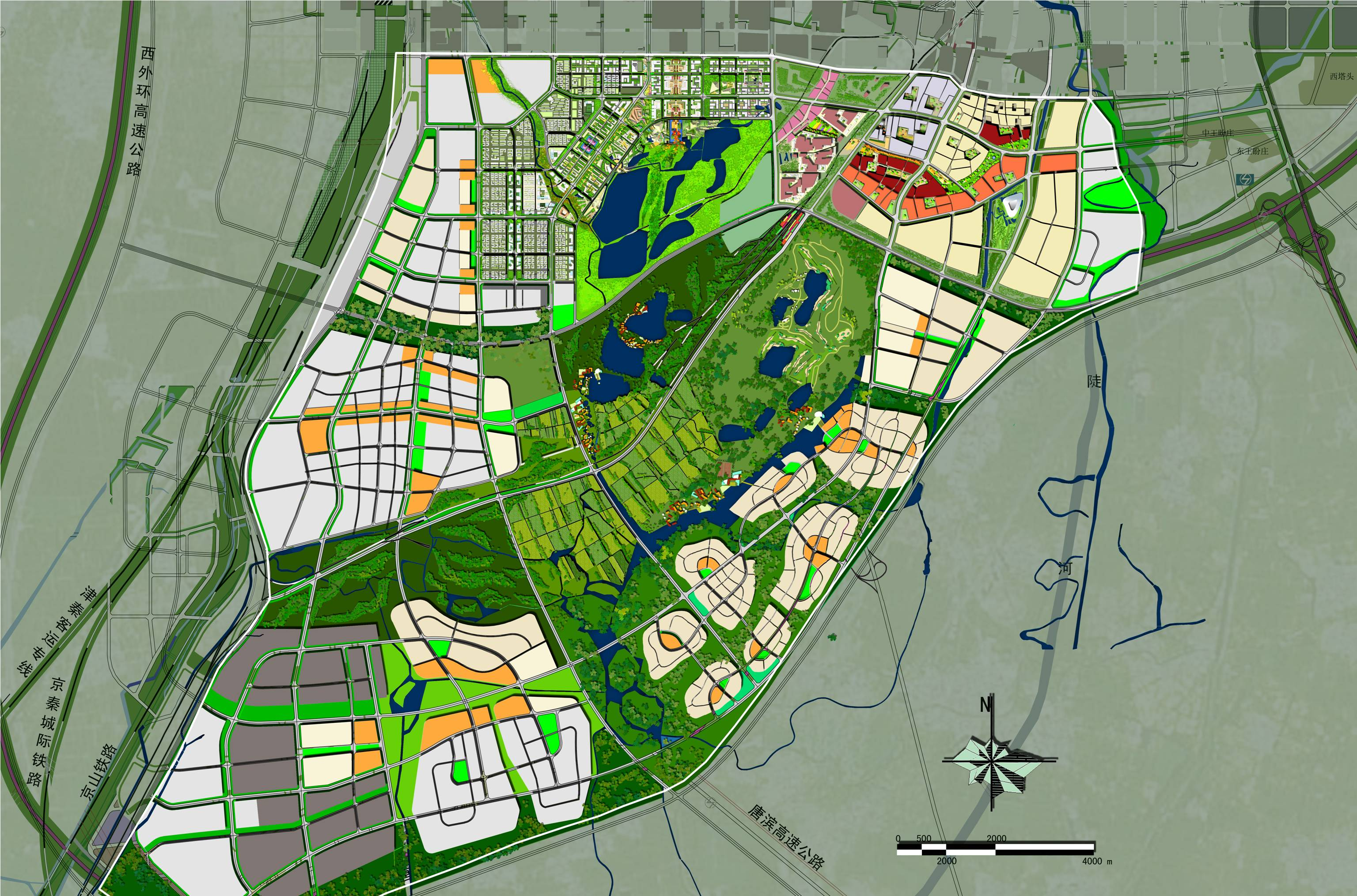
Tangshan
Masterplan für Tangshan Nanhu Eco-City

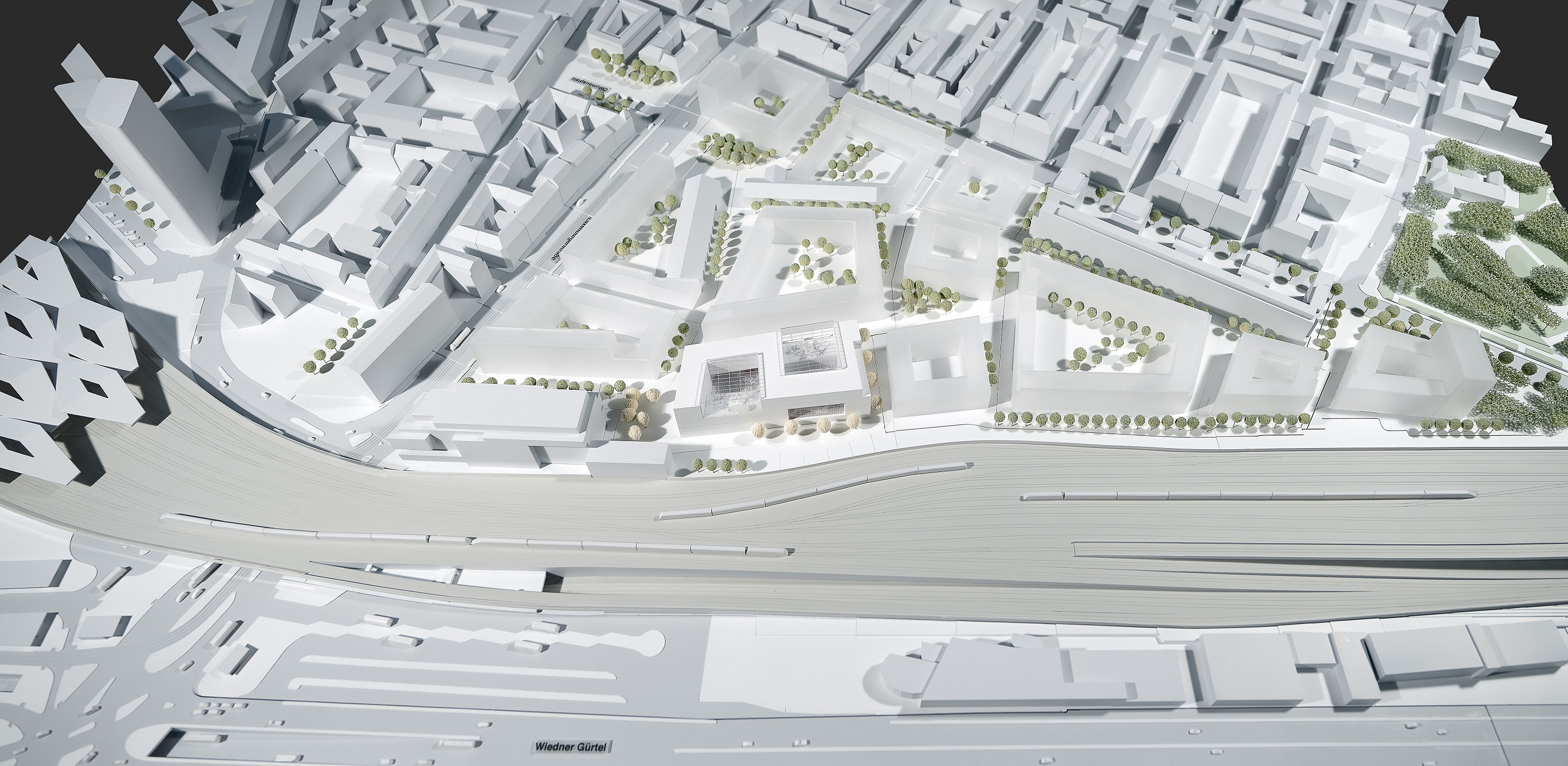
Wien
ÖBB Technikgebäude

Das ISA Internationales Stadtbauatelier wurde Ende der 1970er Jahre in Stuttgart als „Stadtbauatelier“ gegründet. Anlass waren Beratungsanfragen von Städten wie Leonberg, Ulm und Reutlingen an den Gründer Michael Trieb, als Mitglied des Städtebau-Institutes der Universität Stuttgart. ISA wurde als angewandtes Forschungs- und Planungsbüro für Stadtplanung, Stadtarchitektur und Stadtgestaltung konzipiert. Auftraggeber sind sowohl städtische, als auch staatliche Behörden. Ursprünglich eine Ausgründung aus dem Städtebau-Institut der Fakultät für Architektur und Stadtplanung der Universität Stuttgart, ist ISA personell mit Universitäten in Deutschland, Korea, China und Chile verbunden. So unter anderem mit der KIT Karlsruhe in Deutschland, der Seoul National University in Korea, der Ain Shams University in Kairo und der Universidad de Chile in Santiago de Chile. ISA verbindet angewandte Forschung mit neuester forschungsgestützter Praxis.

Verschiedene Persönlichkeiten aus der Fachwelt haben durch sachliche Förderung und aktiver Unterstützung zur Entwicklung des ISA Internationales Stadtbauatelier beigetragen. Insbesondere Antero Markelin (Stuttgart/Helsinki), Stadtbaudirektor Richard Roehrbein (Berlin) und Bertrand Warnier (Paris/Cergy-Pontoise).

### Projekte
Das Büro war seit seinen Anfängen an der Planung und Gestaltung von Gebäuden im öffentlichen Raum beteiligt, so zum Beispiel in Leonberg, Ulm und Lübeck. Es wurden Bebauungspläne, Rahmen- und Stadtentwicklungspläne für Städte wie Esslingen am Neckar, Flensburg und Rendsburg erstellt. Gestaltungskonzepte für Dörfer und ganze Städte wie Friedrichstadt oder Ludwigsburg, dienten als Grundlage für Gestaltungsempfehlungen und -satzungen. Verwirklicht wurden sie unter anderem für die Städte Lübeck, Stralsund, Ulm, Ludwigsburg und Stuttgart.
Seit den 1990ern und der Wiedervereinigung Deutschlands wurde das Büro von verschiedenen Landesregierungen, Kommunen und halbstaatlichen Stadtentwicklungsinstitutionen bei Fragen der Stadtentwicklung in den so genannten Neuen Bundesländern hinzugezogen. Neue Aufgabengebiete entstanden im Zusammenhang mit der Umgestaltung von Plattenbausiedlungen in Jena oder Gera.
Zu dieser Zeit erweiterte das ISA seine Beratertätigkeiten auf Südamerika. Für die Stadt Santiago de Chile wurde die Stadtplanung in Zusammenarbeit mit der Universidad de Chile entwickelt.
Nach der Jahrtausendwende beschäftigte sich ISA verstärkt um die Planung von öffentlichen Räumen und Industriegeländen neuer Städte bzw. Stadtteile für bis zu 500.000 Einwohner in Asien, vor allem in China und Korea, sowie um die Planung von Industriegebieten in Shanghai und Seoul.
In Frankreich war das Büro bei der Stadtplanung von Cergy-Pontoise beteiligt.
Dazu kamen Stadtplanungsprojekte für einen Central Business District (CBD) und Wohngebiete in Seoul und Busan, sowie für einige neue Städte in der Metropolregion Seoul.
Parallel dazu folgten Planungsaufgaben in China im Bereich Architektur, öffentliche Räume, Stadterneuerung, Großwohnsiedlungen, Planung von New Towns, spezielle Stadtentwicklungspläne und Regionalplanungen. So wurden unter anderem für die Städte Peking, Shanghai, Fuzhou, Quanzhou, Xiamen, Guangzhou (Kanton), Chongqing, Kunming, Lijiang und Xi’an Planungen durchgeführt. Seit 2010 kamen weiterhin Planungs- und Beratungstätigkeiten im Mittleren Osten, wie zum Beispiel im Irak, Mekka, Medina, Marokko und Casablanca hinzu.

### Organisation
Das Stadtbauatelier ist ein Team aus Einzelpersonen mit speziellen Qualitäten und Fachkompetenzen in der Stadtgestaltung und Architektur. Für jedes Projekt wird ein neues Team gebildet, in den interkulturellen Projekten in der Regel mit Vertretern unterschiedlicher Kulturen. Ein Projektleiter ist für die Organisation des Teams verantwortlich.

## Aufgabenbereiche
Regional-, Stadt- und Landschaftsplanung
- Planung für eine moderne Stadtentwicklung in deutschen und internationalen Städten, häufig in Zusammenhang mit Weltkulturerbe-Projekten der UNESCO
- Erarbeitung von Plänen für die Koordinierung und Stadtsteuerung durch die Bauverwaltung von Städten im In- und Ausland.
- Entwurf und Durchführung von Planstädten vor allem in urbanen Ballungsräumen in Asien.
- Landschaftsplanung ganze Städte betreffend, einschließlich Freiflächenplanungen, das heißt Planung und Realisierung von Grün- und Parkanlagen, unter besonderer Berücksichtigung der Stadtökologie.

Forschung

Das Forschungsinstitut umfasst sowohl die Grundlagenforschung als auch die angewandte Forschung, zum Beispiel in der wissenschaftlichen Begleitung realisierter Projekte.

## Forschungsprojekte (Auswahl)
- 2004 Klimahülle für Gewerbegebiete und Innenstadtbereiche, in Zusammenarbeit mit SBP
- 2009 A Study on Urban Skyline-Formation and Regulation Methods
- 2011 Forschungsprojekt Smart City Nansha
- seit 2012 Urban Voids, in Zusammenarbeit mit der KIT Karlsruhe und der Seoul National University

Zusätzlich werden individuelle Forschungsprojekte von einzelnen ISA Mitgliedern unter anderem in den Bereichen Arabischer Städtebau und Interkulturelle New Town Planung durchgeführt.

## Ausgeführte Projekte (Auswahl)
- 1973 Stadt Leonberg – Stadtbildrahmenplan in Zusammenarbeit mit URBA
- 1974 Hansestadt Lübeck – Stadtbildplanung für die Innenstadt
- 1991 Stadt Potsdam – Stadtentwicklungsplanung, denkmalpflegerischer und gestalterischer Schwerpunkt
- 1997 Stadt Neubrandenburg – Stadtbildplanung
- 1996–1998 Stadt Cergy-Pontoise – Masterplan
- 2002 Stadt Shanghai – Planung einer neuen Stadt und Gestaltungsrichtlinien für Chengqiao New Town
- 2003 Stadt Shanghai – Entwurf eines Segel-Doms in Zusammenarbeit mit SBP/Schlaich Bergermann und Partner GmbH
- 2004 Stadt Eunpyeong – New Town-Masterplan
- 2006 Stadt Rabat – Planung eines neuen Stadtteils
- 2006–2007 Stadt Seoul – Masterplan für Gangseo-gu – ein urbaner Stadtteil setzt sich neue Ziele
- 2008 Stadt Tangshan – Masterplan für Nanhu Eco-City
- 2008 Stadt Quanzhou – Stadtentwicklungsplanung
- 2009 Insel Gran Canaria – Insel einer Ferienvilla
- 2010 Stadt Guangzhou/Huangpu – Stadtentwicklungsplanung und Stadtgestaltung für den Distrikt Huangpu und die Insel Changzhou
- 2010 Stadt Seoul – Stadtbildplanung
- 2011 Stadt Xi’an – Konzeptplanung für die Ruinenstadt Chang’an aus der Han-Dynastie
- 2011 Stadt Guangzhou Nansha – Planung einer Smart City
- 2012 Stadt Bagdad – Entwurf des Parlamentsgebäudes in Zusammenarbeit mit Jockers und SBP/Schlaich Bergermann und Partner GmbH

## Preise und Auszeichnungen (Auswahl)
Preise
- 1998 Stadt Ellwangen – Entwurf und Realisierung der innerstädtischen Fußgängerzone, Wettbewerb 1. Preis
- 2005 Stadt Guangzhou – Planung eines neuen Stadtteils und Rahmenplan für das Regierungsviertel in Nansha, Wettbewerb 1. Preis
- 2006 Stadt Fuzhou – Stadtentwicklungsplanung und Planung des Regierungsviertels, internationaler Wettbewerb 1. Preis
- 2006 Stadt Taiyuan – Stadtentwicklungsplanung für das Industriegebiet Taiyuan-Nord, Wettbewerb 1. Preis
- 2007 Shanxi Planning Award – Masterplan für den nördlichen Teil von Taiyuan, Shanxi, 2. Preis
- 2008 Stadt Harbin – Planung eines neuen Stadtteils im östlichen Teil von Qunli, Wettbewerb 1. Preis
- 2008 Stadt Hof – Straßenraumgestaltung und Überdachung der Fußgängerzone – „Hofer Himmel“, Wettbewerb 1. Preis
- 2009 Stadt Hangzhou – Masterplan für das Gebiet entlang des Kaiserkanals, Gutachterverfahren 1. Preis
- 2009 Stadt Esslingen am Neckar – Fußgängerbrücke über den Roßneckar, Wettbewerb 1. Preis
- 2009 Stadt Taiyuan – Stadterneuerung entlang dem Fen Fluss, Wettbewerb 1. Preis
- 2009 Stadt Chongqing – Planung für das Gebiet von Shibati im Yuzhong Stadtteil, Wettbewerb 1. Preis
- 2009 Stadt Dudelange – Räumliches Strukturkonzept Schmelz Diddeleng, Städtebaulicher Wettbewerb 3. Preis
- 2010 Stadt Hamburg – Gestaltung der Brücken in Wilhelmsburg Mitte, Wettbewerb 1. Preis
- 2010 Stadt Wien – Neuplanung der „Favoritenhöfe“-Entwicklungsgebiet D Masterplan EGD, Wettbewerb 2. Phase
- 2011 Stadt Taiyuan – Konzeptplanung und städtebaulicher Entwurf – Stadterweiterung Taiyuan, Wettbewerb 2. Preis
- 2011 Stadt Kaohsiung – Kaohsiung Port Station, Städtebaulicher Wettbewerb 2. Preis
- 2012 Stadt Wien – ÖBB Technikgebäude LX.2.2, einstufiger Realisierungswettbewerb 1. Preis, in Zusammenarbeit mit Plan Forward GmbH
- 2013 Stadt Guangzhou – Uni City, 1. Preis (1. und 2. Phase), in Zusammenarbeit mit Bott von der Universität Stuttgart

Auszeichnungen
- 2001 Auszeichnung von der deutschen Architektenkammer für beispielhafte Architektur 1991–2001 in Esslingen am Neckar, Straßenraumgestaltung und Realisierung der Bahnhofsstraße
- 2006 BSVI Award: Entwurf für die Fußgängerzone in Ellwangen
- 2010 „Green Good Design Award“für das Forschungsprojekt „Klimahülle für Gewerbegebiete und Innenstadtbereiche“, in Zusammenarbeit mit SBP/Schlaich Bergermann und Partner GmbH

## Publikationen (Auswahl)
- Seog-Jeong Lee: Das Stadtbild als Aufgabe – Wege zu einer ganzheitlichen Stadtbildplanung. Universität Stuttgart, 1995
- Galal Abada: Contextual Urban Design – For reshaping the arabic islamic historical places. SI Städtebau-Institut der Universität Stuttgart, 1999 (englisch)
- SBA Stadtbauatelier Chinesische Projekte 2001–2005. Peking 2005, ISBN 7-5083-3811-1 (chinesisch, englisch)
- Urban Form – Research and Practice SBA Stadtbauatelier 25 Years. In: IDEAL, Nr. 14, 2005, ISBN 7-5608-3182-6/TU.635 (chinesisch, englisch)
- Klimahüllen für Gewerbegebiete. Schlaich Bergermann und Partner / Stadtbauatelier, Bundesministerium für Bildung und Forschung, Berlin 2007, ISBN 978-3-89932-173-9 (deutsch)
- A Study on Urban Skyline. Formation and Regulation Methods. Tongji University Press, 2009, ISBN 978-7-5608-3955-4.
- Von der Vergangenheit lernen, für die Zukunft planen – Erfahrungen aus 30 Jahren internationaler Stadtplanung. Peking 2009 (chinesisch, englisch)
- Yajin Zhang: Neue Städte – Modell einer nachhaltigen New Town-Planung und dessen Anwendung in China. 2011 SI Städtebau-Institut der Universität Stuttgart, 2011 (deutsch)
- Forschungsprojekt Smart City Nansha. 08/2011 (deutsch, chinesisch)
- Philipp Dechow: Die Fassade als stadtraumbildendes Element. 2013
- Seog-Jeong Lee, Michael Trieb, Yajin Zhang, Dita Leyh: Learning from two cultures-Urban Development, Renewal, Preservation and Management in Europe and Asia. China Architecture & Building Press, Peking 2014, ISBN 978-7-112-15052-6 (chinesisch, englisch)